# Теблешский район
Те́блешский район — административно-территориальная единица в составе РСФСР, существовавшая в 1935—1956 годах.
Административный центр — село Киверичи.

## История
Образован 5 марта 1935 года в составе Калининской области. Первоначально райцентр планировался в селе Теблеши, но центром Теблешского района (иногда встречается написание Теближский) стало село Киверичи.
В 1940 году в состав района входили следующие сельсоветы:
1. Акуловский
2. Бахаревский
3. Волосковский
4. Волшницкий
5. Городенский
6. Давыдковский
7. Житищенский
8. Ивановский
9. Ильгощенский
10. Киверический
11. Клеймихинский
12. Кр.Раменский
13. Крутецкий
14. Куликовский
15. Леоновский
16. Моркино-Горский
17. Намесковский
18. Немеровский
19. Раменский
20. Сенинский
21. Старовский
22. Теблешский
23. Щадренихинский

Упразднен 4 июля 1956 года, территория вошла в состав Бежецкого и Горицкого районов.
Сейчас территория бывшего Теблешского района входит в состав Бежецкого и Рамешковского районов Тверской области.